# 劇団鹿殺しRJP
劇団鹿殺しRJP（げきだんしかごろし あーるじぇいぴー）は、ライブパフォーマンススタイルに特化した、劇団鹿殺しの別ユニットである。

## 概要
ライブパフォーマンスによるステージングを展開劇団。
鹿（トランペット）以外一切楽器を持たず、ライブハウス、野外フェス（09GOING KOBE出演）など、幅広く活動を展開。

## メンバー
- 丸尾丸一郎…リーダー エアギターを担当
- オレノグラフィティ…ヴォーカル、エアドラムを担当
- 山岸門人…ヴォーカル、エアベースを担当
- 橘輝…エアベースを担当
- 高橋戦車…エアドラムを担当
- 菜月チョビ…ヴォーカルを担当
- 傳田さん…時々現れては下ネタを披露していくゲスト。
- 鹿…DJ、トランペットを担当